# Cassel från Skottland
Cassel är en svensk släkt som anses stamma från stallmästaren hos Karl IX, Peter Cassel, som 1592 inflyttade från Edinburgh i Skottland.
- Petter Cassel (född omkring 1540), invandrade till Sverige från Edinburgh 1592 och uppges ha varit ”stallmästare vid konungens (Karl IX:s) stall”.
  - Mårten Pettersson Cassel (död 1645), ”en förlamad krigsman”, genom en process med sin förläningsbonde omtalad i den historiska litteraturen
    - Jacob Cassel (1618–1696), korpral
      - Mårten Cassel (1641-1712), frälsekamrer, handlande i Eksjö
        - Johan Cassel (1683-1735), handlande och rådman i Skänninge
          - Daniel Magnus Cassel (1718-1803), hovrättskommissarie
            - Magnus Eliseus Cassel (1770-1859), fänrik
              - Lars Gustaf Cassel (1809-1872), bagare och rådman i Askersund
                - Erik Hjalmar Cassel (1849-1918), lantbrukare, Väddö
                  - Lars Cassel (1910-1990), fotograf, gift med Eva Neuman
                    - Eva Cassel (*1946), fotobiträde
                      - Pernilla Cassel (1967-2016)
                        - Denisé Cassel (*1991), politiker, fd kommunalråd

                - Knut Gustaf Cassel (1853-1929), ingenjör i Sthlm
                  - Knut Fredrik Cassel (1887-1945), affärsman i Sthlm
                    - Anders Cassel (1918-2023), skribent och fotograf

      - Lennart Cassel (166(4)-1724), borgare, handelsman i Eksjö
        - Samuel Cassel (1694-1758), borgmästare i Eksjö
          - Charlotta Rebecka Cassel (1694-1758), gift med Johan Lorentz Munthe

        - Jacob Cassel (1697-1740), rektor, kyrkoherde
          - Per Cassel (1729-1808), bruksinspektor, auditör, se Cassel från Östergötland.
            - Styvson: Carl Gustaf Cassel (1783-1866), lagman, psalmförfattare

    - Jonas Cassel (1633–1701), arrendator
      - Erland Cassel (1668–1711), handelsman
        - Margareta Erlandsdotter Cassel (1705–1749), gift med rusthållaren och riksdagsmannen Måns Månsson den yngre (1698–1787) i Korpaklev, Kisa, Östergötland.[a]
          - Per Månsson Cassel (1736–1816), Ramshult, Kisa socken, Östergötland
            - Carl Cassel (1766–1834), dispaschör och brukspatron
              - Viktor Cassel (1812–1873), läkare, brukspatron och politiker
              - Knut Cassel (1821–1895), lantbrukare och politiker
                - Fredrik Gustaf Cassel (1851–1904), överste
                  - Knut Alfred Hjalmar Cassel (1861–1920), ryttmästare, vd för Ramnäs bruk
                    - Fredrik Albert Cassel (1890-1956), mariningenjör
                      - Margareta Elisabeth "Gitt" Cassel (1927-2017), gift med Erik Virgin

                - Edvard Cassel (1853–1936), jurist
                - Albert Cassel (1857–1931), godsägare och politiker

            - Gertrud Persdotter Cassel (1773–1846), gift med Jöns Persson (1765–1817), rusthållare, nämndeman, riksdagsman.[b]
              - Magnus Petter Jönsson Cassel (1793–1844), K sekter, lantbrukare, Hesselby, Björkebergs socken, Östergötland
                - Per August Cassel (1828–1880), järnvägsdirektör, bruksdisponent
                  - Anna Cassel (1860–1937), konstnär
                  - Edvard Magnus Cassel (1863–1936), ingenjör och bruksdisponent 
                    - Torsten Cassel (1907–1974), orkesterledare och musiker

                - Johan Magnus Cassel (1831–1891), kontraktsprost

              - Jöns Jönsson Casselli (1802–1868), brukspatron[c]
                - Hilda Casselli (1836–1903), skolföreståndarinna
                - Gertrud Casselli (1840–1931), konstnär, lärare

              - Isak Jönsson Cassel (1804–1854), sadelmakare, Linköping
                - Carl Ludvig Cassel (1843-1922), fabrikör
                  - Isaac Einar Cassel (1890-1968), revisor
                    - Bengt Cassel (1923-2007), arrendator
                      - Eva Cassel (*1952), g m Anders Parmström

                - Isak Cassel (1845–1898), disponent efter vilken Casselska huset i Sundsvall är benämnt
                  - Maja Cassel (1891–1953), skådespelare och operettsångerska, gift med Torre Cederborg och Lars Egge, skådespelare

                - Leonard Isak Cassel (1851–1925), bryggmästare
                  - Isak Cassel (1885–1959), bryggmästare
                    - Sten Cassel (1928–2020), arkitekt